# فيسنتي بلانكو
فيسنتي بلانكو (بالإسبانية: Vicente Blanco)‏ هو دراج إسباني، ولد في 15 مارس 1884 في لارابيتزو في إسبانيا، وتوفي في 24 مايو 1957 في بلباو في إسبانيا.

## وصلات خارجية
- فيسنتي بلانكو على موقع أرشيف الدراجات (الإنجليزية)
- فيسنتي بلانكو على موقع إحصائيات الدراجات الإحترافية (الإنجليزية)